# Caster Semenya
Caster Mokgadi Semenya, född den 7 januari 1991 i Polokwane i Sydafrika, är en sydafrikansk friidrottare som tävlar i medeldistanslöpning. Hon vann VM-guld på 800 meter 2009 i Berlin samt silver på samma sträcka vid VM 2011 i Daegu och OS 2012 i London (båda senare uppgraderade till guld). Semenya vann guld på 800 meter vid OS 2016 i Rio de Janeiro.

## Biografi

### Bakgrund
Semenya deltog vid VM för juniorer 2008 på 800 meter men tog sig inte vidare till finalen. Under afrikanska juniormästerskapen 2009 i Bambous, Mauritius vann Semenya både 800 och 1500 meter. 800 meter vann Semenya på tiden 1.56,72, vilket var personligt rekord med nästan fyra sekunder, nytt sydafrikanska rekord samt årsbästa i världen.

### VM 2009
Det internationella friidrottsförbundet IAAF kontaktade det sydafrikanska friidrottsförbundet om hjälp med att genomföra en utredning om Semenyas kön.  IAAF gick ut med informationen om könsutredningen bara några timmar före finalen på 800 meter.
Trots kontroversen lyckades Semenya fokusera på finalen och vann guldet på tiden 1.55,45. Tiden var nytt personligt rekord, den snabbaste tiden någon har vunnit ett 800-meterslopp i VM på sedan 1993 samt nästan 2,5 sekunder före silvermedaljören.

### 2010–2018
Semenya bar Sydafrikas flagga under öppningsceremonin vid OS 2012.
Kontroversen kring Semenya bidrog till att IAAF 2011 begränsade de tillåtna nivåer av testosteron, ett tillstånd som kallas hyperandrogenism och förekommer naturligt hos vissa kvinnor. Regeln avvisades dock 2015 av Idrottens skiljedomstol.
Semenya vann guld på 800 meter vid OS 2016 i Rio de Janeiro. 2017 uppgraderades hennes silvermedalj på samma sträcka vid OS 2012 till guld, efter att Marija Savinova stängts av för dopning och fråntagits sina tävlingsresultat från sommaren 2010 till sommaren 2013. Detta inkluderade även Savinovas guldmedalj på sträckan vid VM 2011, varefter den dåvarande tvåan Semenya även tillerkändes segern i den finalen.

### Senare år
Semenya missade VM i Doha 2019 på grund av IAAF:s regel som begränsar testosteronnivånerna hos kvinnliga friidrottare som innebar att friidrottare med för höga nivåer måste medicinera sig för att fortsätta tävla. Något Semenya vägrade med hänvisning till att IAAF tvingar kvinnliga idrottare till ”onödiga och ovälkomna hormonella ingrepp”. Semenya överklagade reglerna till Idrottens skiljedomstol, som i början av maj 2019 gick på IAAF:s linje. Två veckor senare överklagade Sydafrikanska friidrottsförbundet domen till Schweiz federala domstol, som beslutade att tillfälligt upphäva regeln den 3 juni och slog fast att Semenya, tills vidare, var fri att tävla på samtliga distanser. IAAF begärde den 13 juni att regeln skulle återinföras, vilket skedde den 30 juli efter beslut av Schweiz federala domstol sedan domstolen tagit del av IAAF:s argument och godkände deras regler. 
Semenya vann, innan medicineringen skulle påbörjas, Diamond League-premiären på 800 meter i Doha 3 maj på världsårsbästat 1.54,98. Tack vare den tillfälliga upphävning IAAF:s regel kunde hon även springa 800 meter på Diamond League-galan i Stanford. Då vann hon på tiden 1.55,70. Hon hade då inte förlorat ett 800-meterslopp sedan 2015. 11 juni tävlade Semenya på 2000 meter i franska Montreuil, utkanten av Paris och vann.
2019 började hon med fotboll. Hon blev presenterad som ny spelare för JVW Football Club i Sydafrika.
I september 2020 förlorade Semenya i Schweiz högsta domstol, efter att ha överklagat tidigare beslut om att dopningklassa hennes (naturligt) höga testosteronnivåer. Detta innebar att hon inte kunde kvalificera sig till 2021 års olympiska spel i Tokyo.

## Personliga rekord
- 800 meter: 1.55,16 (2017)
- 1500 meter: 4.08,01 (2009)

## Privatliv
Semenya gifte sig med sin mångåriga partner, friidrottaren Violet Raseboya år 2017. Paret har två barn.